# اسماعیل عبدی
اسماعیل عبدی (زادهٔ ۱۳۵۳) دبیر رسمی آموزش و پرورش اسلامشهر با مدرک کارشناسی ریاضی دارای ۲۱ سال سابقه تدریس است. عبدی عضو کانون صنفی معلمان تهران است و از آبان ۱۳۹۵ در زندان به‌سر می‌برد. او تا آبان ۱۴۰۲ در زندان کچویی کرج محبوس بود و پس از آن با وثیقه آزاد شد.

## زندگی
اسماعیل عبدی در ۱۳۵۳ در خانوادهٔ سنتی مسلمانی در تهران به دنیا آمد و در اسلام‌شهر در نزدیکی تهران بزرگ شد. اسماعیل در ۱۳۷۲ دیپلم و از دانشگاه تربیت معلم سمنان فوق دیپلم ریاضی گرفته است و پس از آن به عنوان دبیر ریاضی در آموزش و پرورش اسلامشهر استخدام شد. عبدی در ۱۳۷۵ با منیره عبدی ازدواج کرد و به تحصیلات تکمیلی در مقطع کارشناسی ریاضی پرداخت و از تربیت دبیر حکیم فردوسی کرج تحصیلات کارشناسی ریاضی گرفت. از آغاز اشتغال به تدریس به فعالیت‌های صنفی پرداخت و در اولین انتخابات کانون صنفی معلم به عنوان عضو هیئت مدیره انتخاب شد. در ده سال گذشته بارها بازداشت شده است و هم‌اکنون برای گذراندن هشت سال حکم خود در زندان به سر می‌برد. همسرش منیره عبدی دارای مدرک کارشناسی ارشد معماری می‌باشد و سه فرزند به نام‌های مبینا و امیرحسین و ماندانا دارند.

## فعالیت صنفی
- از سال ۱۳۸۵ عضو فعال کانون صنفی معلمان ایران (تهران).
- از سال ۱۳۸۹ تا زمان بازداشت، به عنوان دبیر سرویس معلمان، با نشریه «پیام سندیکا» به سردبیری میلاد درویش (آموزگار عشایری و عضو وقت کانون صنفی معلمان ایران) همکاری می‌کرد.
- در ۱۳۹۲ تهران ۳ بار میزبان شورای هماهنگی کانون‌های صنفی معلمان بود در انتخابات دبیرکلی کانون که در آذر همان سال برگزار شد اسماعیل عبدی به عنوان دبیرکل کانون صنفی معلمان ایران انتخاب شد. در همین سال در اعتراض به عمل‌کرد صندوق ذخیره فرهنگیان همراه با نمایندگان ۱۹ تشکل از شورای هماهنگی، جلسه‌ای با آقای غندالی ترتیب داد و مراتب اعتراض شدید فرهنگیان را نسبت به عملکرد صندوق اعلام کردند.
- ۲۰ شهریور ۱۳۹۳ با حضور ۳۴ تشکل نمایندگان وزارتخانه در نشست شورا به سوالات معلمان پاسخ دادند که دراین گفتگو اسماعیل عبدی و فاضل نمایندهٔ معلمان بودند.
- خرداد ۱۳۹۳ در نشست جهانی اتحادیه معلمان و کارکنان آموزش ترکیه اگی‌تیم-سن (EGITIM-SEN) زیر نظر سازمان جهانی معلمان که در آنکارا برگزار شد، به نمایندگی از شورای هماهنگی شرکت کرد.[۵]
- از سال ۱۳۹۳ از طریق هیئت بازگشایی برخی شعبات کانون راه‌اندازی شد و با تلاش‌های اسماعیل عبدی مراکزی مانند پاکدشت، رباط کریم و اسلام شهر و برخی شعبات مانند بروجرد، شاهرود و زرین‌دشت تأسیس شد.
- ۲ تیر ۱۳۹۴ به عنوان نماینده شورای هماهنگی برای حضور در اجلاس جهانی معلمان (کنگره ۷ در کانادا) قصد خروج از کشور را داشت که در مرز ارمنستان پاسپورت او توقیف شد و از مسافرت و شرکت او در این اجلاس جلوگیری به عمل آمد. این اجلاس هر ۴ سال یکبار با حضور معلمان از سراسر دنیا برگزار می‌شود.[۶]
- ۱۳۹۵ پس از ده سال ممنوعیت برگزاری مجمع مومی بار دیگر اسماعیل عبدی با بالاترین رای در انتخابات مجمع عمومی کانون تهران به عنوان عضو هیئت مدیره انتخاب و دبیر کانون شد.[۷]

### واکنش‌ها
۲۵ اردیبهشت ۱۳۹۹ کانون صنفی معلمان ایران در بیانیه‌ای صدور حکم ۱۰ سال زندان برای اسماعیل عبدی را محکوم کرد و خواهان آزادی وی شد.

## حضور در عرصه شطرنج
اسماعیل عبدی درجه‌بندی ۱۹۱۴ جهانی شطرنج دارد و داور و مربی درجه ۲ فدراسیون شطرنج است. در سال ۱۳۸۱ در مسابقات کشوری فرهنگیان مقام دوم آورد و در المپیاد فرهنگیان کشور که در سال ۱۳۸۴ در مشهد برگزار شد نفر سومی را به‌دست‌آورد. نایب قهرمانی تیمی کشوری را هم در کارنامه خود دارد.

## دستگیری و زندان
در سال ۱۳۹۰ دادگاه انقلاب با ریاست قاضی پیرعباسی حکم ۱۰ سال حبس تعلیقی برای او صادر کرد.
عبدی ۶ تیرماه ۱۳۹۴ توسط قرارگاه ثارالله دستگیر شد و با گذراندن ۴۰ روز انفرادی و ۱۰ ماه بازداشت از زندان آزاد شد.
اسماعیل عبدی در اعتراض به حکم خود، هم‌زمان با هفته معلم با جعفر عظیم‌زاده دست به اعتصاب غذای نامحدود در بند هشت زندان اوین زد و با تشکیل ستادهای حمایتی گسترده معلمان و حمایت فعالان مدنی پس از ۱۶ روز با قید وثیقه ۳۰۰ میلیون تومانی آزاد شد. دادگاه تجدید نظر در دو مرحله برگزار گردید و ۶ سال حکم زندان وی تأیید شد.
او مجدد در آبان ۱۳۹۵ بازداشت و زندانی شد.

### ابتلا به کرونا
- در تاریخ ۸ خرداد ۹۸ با شیوع بیماری کرونا به مرخصی رفت؛ در حالی که بنا به بخشنامه قوه قضاییه مرخصی زندانی‌ها تا تاریخ ۱۸ اردیبهشت تمدید شده بود، اسماعیل عبدی در پی مراجعه به دادسرای امنیت اوین برای تمدید مرخصی بر پایه بخشنامه قوه قضاییه بازداشت شد. پس از بازداشت حکم جدید ۱۰ سال زندان بر اساس پرونده سال ۱۳۹۰ که قبلاً به حالت تعلیق درآمده بود به ایشان ابلاغ شد. این ۱۰ سال حکم علاوه بر سالهایی که در حبس بود قلمداد می‌شود.

### اعتصاب غذا
۱۷ اسفندماه ۱۳۹۹ اسماعیل عبدی، فعال صنفی معلمان در زندان اوین دست به اعتصاب زد، این اعتصاب در اعتراض به ایجاد محدودیت‌های جدید و محروم شدن او از حق تماس تلفنی همزمان با انتقال به بند ۶ این زندان صورت گرفت.
پس از مرگ بهنام محجوبی، درویش زندانی که در اثر مسمومیت دارویی و عدم رسیدگی‌ها در زندان جانش را از دست داد، وی به همراه تعدادی دیگر از زندانیان بند ۸ اوین مراسمی را برای او برگزار کردند. پس از این مراسم وی را از این بند به بند ۶ که مخصوص جرایم عمومی است منتقل شد و حق تماس تلفنی آزادانه نیز از او سلب شد.
عبدی پس از ۴ روز با برخورداری از حق تماس تلفنی به اعتصاب غذای خود پایان داد.

## آزادی از زندان
پس از گذشت هشت سال و نیم از اجرای دو حکم زندان او (۵ سال از یک حکم و ۳٫۵ سال از حکمی دیگر) به‌صورت پیاپی و با تجویز اعاده دادرسی از سوی دیوان عالی کشور، شعبه ۲۹ دادگاه انقلاب تهران در روز ۲۲ آبان ۱۴۰۲ با آزادی اسماعیل عبدی به قید وثیقه تا پایان زمان دادرسی موافقت کرد.